# Pidonia paradisiacola
Pidonia paradisiacola là một loài bọ cánh cứng trong họ Cerambycidae.